# エウクテモン
エウクテモン(Euctemon、ギリシア語:、紀元前432年頃)は、アテナイの天文学者である。メトンと同時代の人物で、一緒に研究を行っていた。メトンとの共同研究及びプトレマイオスによる言及以外は、ほとんど知られていない。メトンとともに、太陽年の長さを決定するため、至点の観測を行った。ゲミノスとプトレマイオスは、恒星の出と入りの情報源として、彼の仕事を引用している。
月のクレーターの1つエウクテモンは、彼の名前に因んでいる。